# Omphax trilobata
Omphax trilobata är en fjärilsart som beskrevs av Antonius Johannes Theodorus Janse 1935. Omphax trilobata ingår i släktet Omphax och familjen mätare. Inga underarter finns listade i Catalogue of Life.